# Jacht op het Duits atoomwapen in de Tweede Wereldoorlog

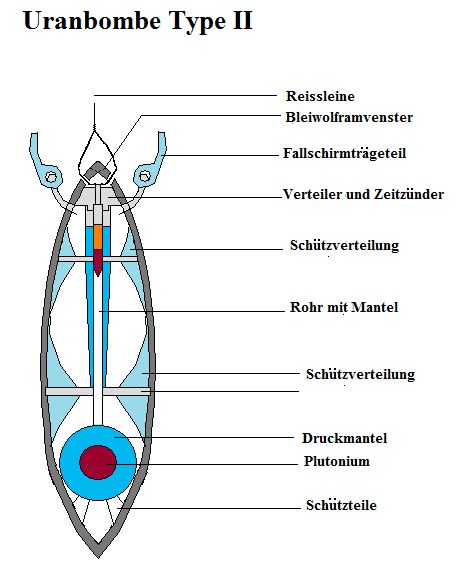
Schema van het Duits atoomwapen

De jacht op het Duits atoomwapen in de Tweede Wereldoorlog was de zoektocht van verschillende geheime militaire organisaties van de geallieerden naar atoomgeleerden en materiaal van het Duits atoomprogramma in Italië, Frankrijk en nazi-Duitsland.

## Achtergrond
Al aan het begin van de oorlog kwamen de geallieerde inlichtingendiensten erachter dat er in het diepste geheim een Duits militair atoomprogramma werd opgestart met de waarschijnlijke bedoeling om voor de nazi’s een atoombom te ontwikkelen. Er was onder meer een Uranverein opgericht. Uit verschillende bronnen (waaronder die van geleerden) waren de geallieerden erachter gekomen dat zo’n atoombom in verkeerde handen de loop van de oorlog nadelig voor hen kon beïnvloeden. Om te voorkomen dat de nazi’s als eersten de bom zouden ontwikkelen, werden er verschillende geheime militaire teams samengesteld die op jacht gingen naar atoomgeleerden, informatie (documentatie) en uranium. Er werd door deze teams ook gezocht naar informatie hoever de Duitsers precies waren gevorderd in de ontwikkeling van een kernbom.
Een tweede reden voor deze teams was dat de geallieerden zo veel mogelijk Duitse kerngeleerden uit de handen van de Sovjet-Unie wilden houden. Zelfs enkele weken nadat de Tweede Wereldoorlog was afgelopen, werden familieleden en andere belangrijke personen uit de Russische zone van Berlijn ontvoerd door de 30e Assault Unit. Om geen argwaan te wekken werden deze Duitsers in geallieerd militair uniform en in geallieerde militaire voertuigen (onder de neus van de Sovjets) over de grens gesmokkeld (Operation Paperclip). De Sovjets kwamen echter achter het bestaan van deze smokkel, wat de relaties tussen de Westelijke geallieerden en de Sovjet-Unie - al enkele weken na de oorlog - danig bekoelde. Er zijn bronnen die beweren dat de Sovjets ook bezig waren met het ontvoeren (of pogen te ontvoeren) van belangrijke personen. In één geval werd een Sovjet-ontvoeringspoging verijdeld.

## 30-AU en Alsos

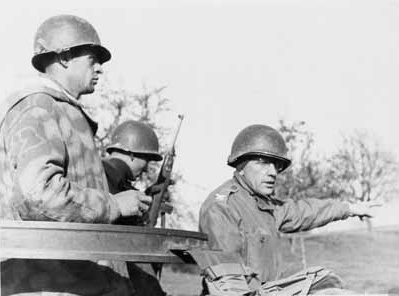
Boris Pash rechts in zijn jeep
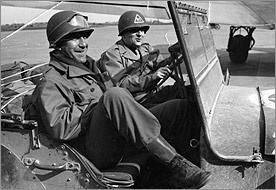
Samuel Goudsmit (rechts) tijdens de Alsos-III-operatie in Stadtilm

In Engeland stond Ian Fleming (de schrijver van James Bond) aan het hoofd van de 30e Assault Unit, of kortweg 30 AU. Deze eenheid was in september 1942 opgericht door het hoofd van de Britse Naval Intelligence en werd uiteindelijk in 1946 ontbonden. 30 AU bestond oorspronkelijk uit drie verschillende militaire eenheden die in december 1943 werden samengevoegd tot één enkele eenheid. De 30e Assault Unit opereerde zelfstandig en schrok er niet voor terug om met grote snelheid diep in vijandelijk gebied door te dringen, waarbij zelfs voor de geallieerde opmars uit werd doorgereden. De gedachte achter deze werkwijze was, dat als een front nog ver weg was, de Duitsers er nog niet over nadachten om documenten of materiaal te vernietigen.
Verder moest 30 AU geheime infiltraties uitvoeren in vijandelijk gebied te land, ter zee en in de lucht. Gezocht werd naar codes, documenten, materiaal en Duitse wetenschappers. 30 AU werkte vaak samen met de Intelligence Corps' Field Security Sections. 30 AU voerde missies uit in Noord-Afrika, de Griekse eilanden, Noorwegen, Sicilië, het eiland Pantelleria, Italië en Corsica.
In Normandië werd 30 AU op D-Day afgezet op Juno Beach en Utah Beach (de eenheden werden gecodeerd als Woolforce en Pikeforce). Er werd gebruikgemaakt van Jeeps. In eerste instantie probeerde 30 AU een Duits Würzburg-radarstation in te nemen bij Douvres-la-Délivrande en later vocht de eenheid zich een weg naar Cherbourg. De betreffende commandant van 30 AU bezat een zogeheten Black Book, waarin alle Duitse geleerden en het opgesomde atoommateriaal stonden beschreven die koste wat het kost moesten worden gevonden. Werd atoommateriaal of een atoomgeleerde gevonden, dan werd het materiaal ter plaatse geconfisqueerd en de geleerde gearresteerd om naar Engeland te worden afgevoerd waar verdere ondervraging plaatsvond.
Zo werd op 3 mei 1945 de fysicus Werner Heisenberg gearresteerd in de berghut van zijn familie te Urfeld aan de Walchensee ten zuiden van München. en naar Engeland overgebracht alwaar hij over zijn rol ondervraagd werd. Heisenberg was niet de enige die de geallieerden oppakten. Na de oorlog werd de top 10 Duitse atoomgeleerden in Engeland in een speciaal safehouse (Farm Hall nabij Cambridge) geïnterneerd. Dit project werd Operation Epsilon genoemd. Alle onderlinge gesprekken van de Duitse geleerden werden zonder hun medeweten door de Secret Intelligence Service (SIS) opgenomen. Mede door deze afgeluisterde gesprekken zouden de Britten tot het besef zijn gekomen, dat de Duitsers nog niet ver genoeg waren gevorderd in de ontwikkeling van een kernbom. Bovendien schatten de Duitse kerngeleerden de hoeveelheid kritische massa van een kernbom te hoog in.
De tien Duitse kerngeleerden werden in januari 1946 vrijgelaten.
Tot op de dag van vandaag zou niet bekend zijn wat precies tijdens deze sessies in Farm Hall verteld is. Dit vormt tot op heden een onderwerp van discussie. Er zijn wel transcripties beschikbaar, maar of de transcripties overeenkomen met de originele opnamen is niet met zekerheid te achterhalen.
30 AU was niet de enige geheime groep die op zoek was naar bovenstaande zaken. Ook het Alsos-team deed hier aan mee. De naam was een verwijzing naar generaal Leslie Groves, hoofd van het Manhattanproject. Wetenschappelijk hoofd van dit team was dr. Samuel Goudsmit, een Amerikaanse kerngeleerde van Nederlandse afkomst en verbonden aan het Manhattan-project. De Amerikaanse baseballspeler Moe Berg, die voor de OSS was gerekruteerd, verleende belangrijke diensten naast Alsos, zoals de ondervraging van Duitse en Italiaanse geleerden. Ook kwam hij na gesprekken met Duitse geleerden - onder wie Heisenberg - erachter dat het Derde Rijk nog niet zo ver was in de ontwikkeling van een atoombom. Hij had van de OSS de opdracht om Heisenberg direct te liquideren indien zou blijken dat het atoomwapen binnen Duits handbereik was gekomen.
Alsos-agenten waren Amerikaanse militairen die dezelfde doelen nastreefden als 30 AU, maar de lagere Alsos-agenten waren uit veiligheidsoverwegingen niet geïnformeerd over het bestaan van het Manhattanproject. Bij eventuele gevangenneming kon er geen gevoelige informatie uitlekken naar de vijand en konden Duitse geleerden nooit achter een goed werkend principe van een kernreactor komen. Ook het Alsos-team, onder leiding van kolonel Boris Pash, was op zoek naar Duitse atoomgeleerden en atomair materiaal. Het team wist de plaats te lokaliseren waar een Duitse kernreactor verborgen werd gehouden. De reactor werd ontdekt in een grot onder een kasteelkerk in het plaatsje Haigerloch, circa 50 kilometer ten zuiden van Stuttgart. Op enige afstand buiten het kasteel in een bosgebied, werd op aanwijzingen van ondervraagde Duitse wetenschappers, een hoeveelheid uranium voor deze kernreactor in de grond aangetroffen en uitgegraven. Later bleek dat de Duitse kerngeleerden er niet in waren geslaagd om gedurende dit project voldoende uranium te verzamelen. Het kostte de geallieerden moeite om het zware uranium uit de grond te halen en te vervoeren. Ook werd een voorraad zwaar water gevonden dat als moderator voor de kernreactor kon worden gebruikt.

### Duitse misrekeningen

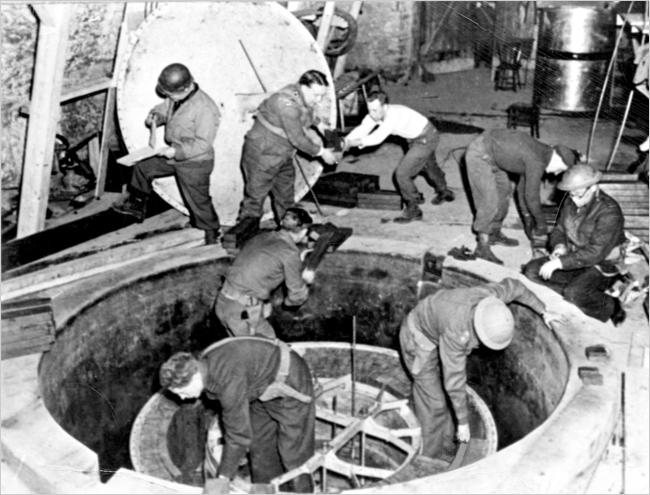
Britten en Amerikanen ontmantelen de Duitse kernreactor

- Dat de Duitsers als moderator deuterium gebruikten, kwam door een wetenschappelijke vergissing aan Duitse zijde. In diezelfde periode werd geëxperimenteerd met grafiet als moderator. In januari 1941 maakte de fysicus Walther Bothe een misrekening, die door Heisenberg werd overgenomen: grafiet zou niet bruikbaar zijn als moderator. De Duitse kerngeleerden stapten derhalve ten onrechte over op deuterium. De Hongaarse wetenschapper Leó Szilárd had de Verenigde Staten (op dat moment nog neutraal in de Tweede Wereldoorlog) ertoe bewogen hun wetenschappelijke resultaten omtrent het gebruik van grafiet geheim te houden. Hierdoor waren Duitse wetenschappers niet in staat om te leren van deze nieuwe inzichten en konden ze er niet via de wetenschappelijke literatuur achter komen dat hun eigen wetenschappelijke inzichten onjuist waren.
- Verder meenden de Duitse geleerden - ook ten onrechte - dat voor een werkende kernbom zeer veel uranium nodig was. Eveneens onterecht was hun veronderstelling dat een kernbom eerder een wapen voor de toekomst was; de geallieerden kwamen tot de slotsom dat met de wetenschappelijke kennis van die dagen binnen korte tijd een kernwapen kon worden gebouwd.

De geallieerden zijn er bijna in geslaagd om de gehele Duitse zwaar-waterproductie (en de aanwezige voorraad) te achterhalen en te vernietigen. Uit informatie na de Tweede Wereldoorlog blijkt echter dat niet alle voorraad en productie-eenheden konden worden achterhaald. Uit de archieven van de Norsk Hydro elektriciteitscentrale in Vemork, waar zwaar water werd geproduceerd, blijkt dat in maart 1944 nog een zending deuterium de geallieerden ontglipt was en zonder problemen naar Duitsland was vervoerd. Deze voorraad kwam in handen van de Duitse kerngeleerde Heisenberg. Ook in Haigerloch werd een deel van een voorraad zwaar water aangetroffen. Een deel van de voorraad die – dankzij het Noorse verzet – wél werd onderschept (op 20 februari 1944), ligt dankzij een bomaanslag van Special Operations Executive (SOE) nu tezamen met de veerboot op de bodem van het Noorse meer Tinnsjå.

### Afwikkeling van Haigerloch

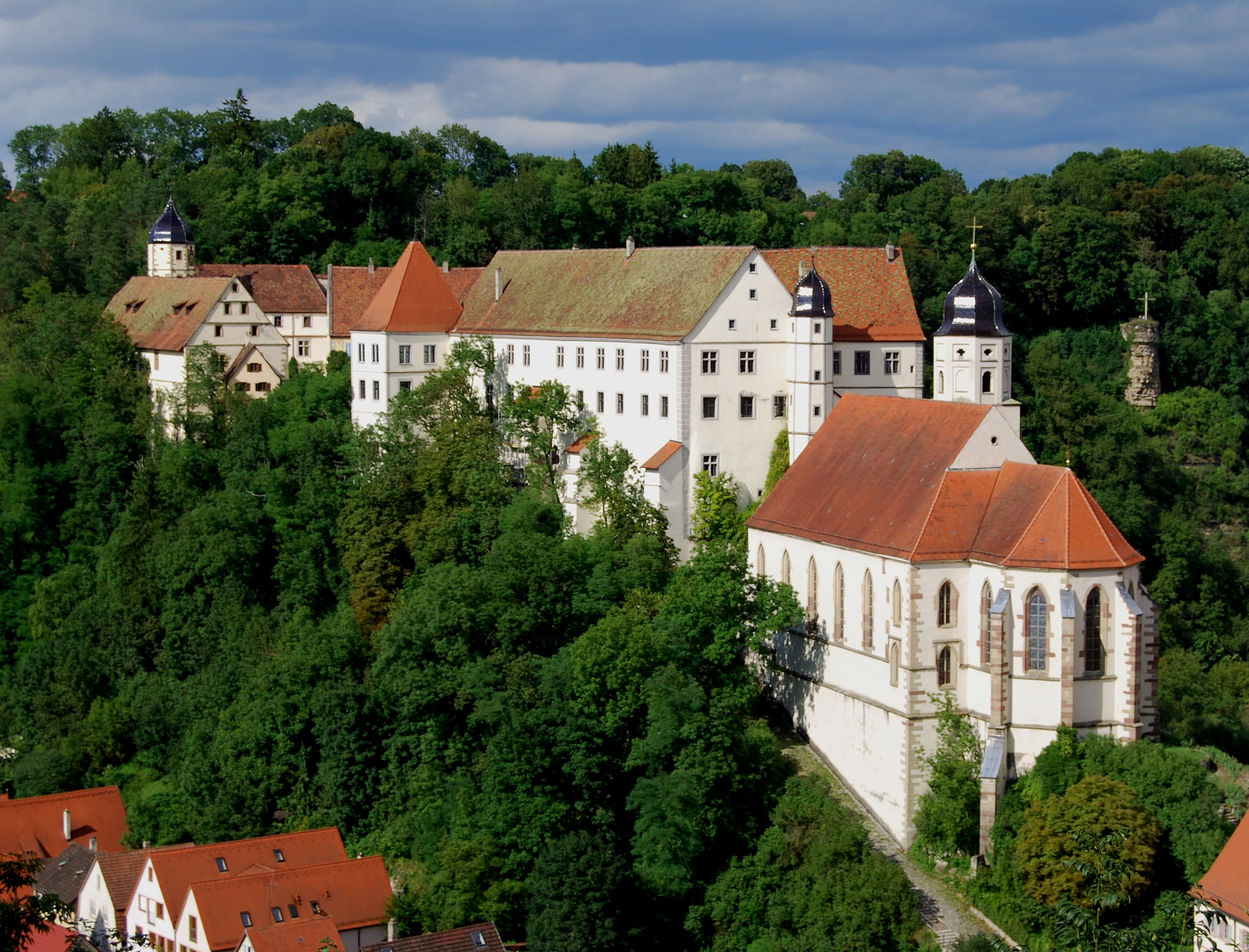
Onder deze kasteelkerk bevond zich de kernreactor

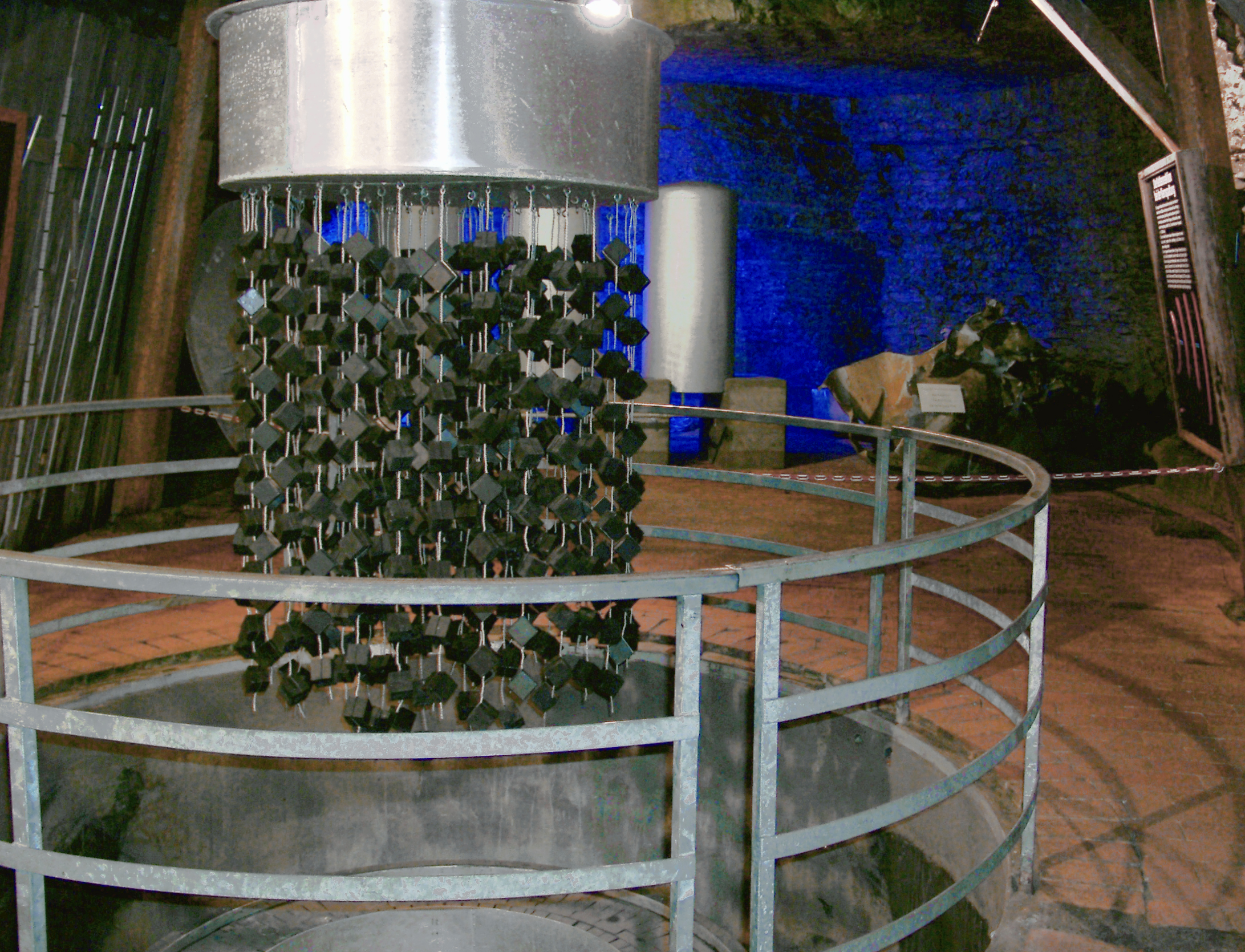
Reconstructie van de kernreactor in Haigerloch: blokken uranium hangen aan kettingen en worden neergelaten in een vat zwaar water

Het oorspronkelijke Amerikaanse plan om de Duitse kernreactor in Haigerloch ter plaatse op te blazen stuitte op verzet van een aantal geestelijken. Zij stelden dat bij het opblazen ook de bovengelegen barokke kasteelkerk zou worden verwoest. De Amerikanen besloten daarop om de bunker met de reactor (voorzichtig) gedeeltelijk te vernielen. Het Duitse uranium (in totaal twee ton) werd vervolgens met twintig vliegtuigen naar Engeland overgevlogen. Bepaalde onderdelen van de reactor werden naar de Verenigde Staten overgebracht. In totaal werd vlak na het einde van de Tweede Wereldoorlog in Europa, duizend ton aan uranium naar de VS verscheept en gebruikt voor het Manhattanproject.

## Geheime missies van Alsos
De volgende Alsos-operaties zijn bekend:
- Operatie Cellastic
- Operatie Toothpaste
- Operatie Jackpot
- Operatie Humbug
- Operatie Big
- Operatie Epsilon

### Eerste Alsos-missie
Eind 1943 werd Alsos in Italië ingezet in de zoektocht naar de fysici Carlo Wick en Edoardo Amaldi. Beide natuurkundigen werkten in 1931 in een onderzoeksgroep aan de Universiteit van Leipzig. Alsos was in beiden geïnteresseerd, aangezien werd vermoed dat Wick en Amaldi iets zouden weten van het Duitse kernonderzoek. Hoewel Wick goed bevriend was met de Duitse fysicus Heisenberg (en bij het onderzoek naar U-235 betrokken was geweest), kon het Alsos-team via hem geen informatie achterhalen. De beide fysici bleken nooit verbonden te zijn geweest aan het Duits kernonderzoeksprogramma. De eerste poging van Alsos leverde dus geen informatie op.

### Tweede Alsos-missie
Op 25 augustus 1944 was het Alsos-team in Parijs voor de ondervraging van de belangrijke Franse natuurkundige Frédéric Joliot-Curie, die zijn laboratorium in het Collège de France had en contacten onderhield met de Franse verzetsbeweging. Joliot-Curie had al vóór het uitbreken van de oorlog via een wisseltruc de Duitsers een grote voorraad Noors deuterium afhandig gemaakt. Tijdens zijn ondervraging in 1944 kwam Alsos erachter dat er meer kerngeleerden aan het Franse laboratorium hebben gewerkt, en dat in dit laboratorium ook een cyclotron werd gebruikt. Het blijken de Duitse kerngeleerden professor Erich Schumann en dr. Kurt Diebner te zijn, die in eerste instantie het plan hadden om het Franse cyclotron te demonteren en naar Duitsland over te brengen. Dit plan lieten de Duitse kerngeleerden overigens snel varen. Juliot-Curie wist echter niet veel van de inspanningen van de Duitsers op het gebied van het Duitse uraniumonderzoek. Alsos had meer geluk bij het doorzoeken van de leegstaande gebouwen van de Siemensfabrieken, maar ook hier doken geen belangrijke documenten en informatie op. Bij verdere ondervraging kwam het Alsos-team wél achter het bestaan van een Duitse wetenschappelijke inlichtingengroep, genaamd Cellastic. Het is om deze reden dat Alsos de missie de codenaam Operatie Cellastic meegaf.

### Operatie Toothpaste
Tijdens Operatie Toothpaste werd door het Alsos-team onderzoek uitgevoerd in Parijs. In het bureau van de Duitse chemicus Peterson ontdekten ze dat een grote hoeveelheid thorium was verscheept naar nazi-Duitsland. Thorium werd in het kernonderzoek gebruikt en vooral de grote hoeveelheden wekten bij het Alsos-team de nodige argwaan. Peterson werd door Alsos in september 1944 gevangengenomen, ergens in het Belgisch-Duitse grensgebied. Later bleek echter bij ondervraging dat Peterson het thorium niet wilde gebruiken voor kernonderzoek, maar dat hij na de oorlog in de cosmeticaindustrie wilde werken en daar een grote hoeveelheid thorium voor nodig dacht te hebben. De aanvankelijke hoop van Alsos om nu eindelijk informatie te vinden werd de bodem ingeslagen. Maar dit zou echter snel veranderen tijdens Operatie Jackpot waar Alsos de eerste bruikbare informatie wist te verzamelen.

### Operatie Jackpot
Tijdens deze actie werd de belangrijkste en grootste vangst van Alsos gedaan dankzij de vondst van informatie bij Duitse firma's die in Frankrijk gelegen waren. Alsos kwam erachter dat belangrijk materiaal van het kernonderzoek naar de Universiteit van Straatsburg was gestuurd. Een aantal namen in dit onderzoek doken op: professor Rudolf Fleischmann, Carl Friedrich von Weizsäcker en professor Eugene Haagen. Na de inval van Straatsburg door de geallieerden op 15 november 1944, ging het Alsos-team op 25 november op zoek naar deze kerngeleerden. Weizsäcker en Haagen konden vluchten, maar Fleischmann werd door Alsos opgepakt en naar de Verenigde Staten overgebracht. Belangrijke documenten uit het laboratorium in Straatsburg werden gevonden en veilig gesteld. Deze documenten (veelal persoonlijke brieven van de wetenschappers) gaven veel informatie over berekeningen aangaande reactoren en bepaalde problemen die optraden. De informatie hieruit gaf de Amerikanen het eerste en overtuigende bewijs, dat er (nog) geen Duitse atoombom bestond en dat de Duitsers ook niet in staat waren zo'n bom op korte termijn te verwezenlijken. Er zijn bronnen die nu stellen dat er nooit enig militair atoomprogramma in Duitsland is geweest, maar dat de technologie en het zwaar water voor privé-onderzoeksdoeleinden van Duitse wetenschappers werd gebruikt. Andere bronnen stellen dat Duitsland al een primitieve bom had ontwikkeld en deze op 3 en 12 maart 1945 zou hebben getest bij concentratiekamp Ohrdruf. De discussie over het wel of niet bestaan van de nazi-kernbom duurt nog altijd voort.

### Operatie Humbug

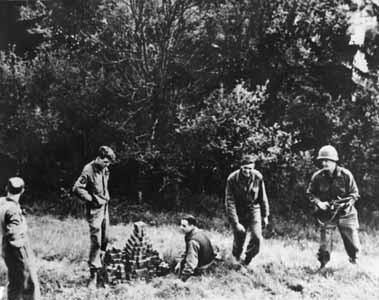
Te Haigerloch opgedolven blokken uranium

Tijdens Operatie Humbug, op 24 april 1945, drongen de Amerikanen met het Alsos-team het plaatsje Hechingen binnen. Deze plaats was belangrijk, aangezien Werner Heisenberg hier zijn laboratorium had opgezet. Heisenberg zelf was vier dagen eerder het gebied ontvlucht voordat de geallieerde troepen daar binnenstormden. 
Na maandenlange arbeid boekte het Alsos-team het eerste belangrijke succes: de ontdekking van een experimentele kernreactor, compleet met twee ton uraan, twee ton zwaar water en nog eens tien ton grafiet. De hoeveelheid zwaar water die daar lag opgeslagen was volgens Duitse fysici overigens onvoldoende. Uit berekeningen bleek dat voor het opstarten van de reactor vijf ton zwaar water nodig was. Nadat veel materiaal was geconfisqueerd, werd besloten om het Heisenberg-laboratorium uit voorzorg op te blazen. Hierdoor waren de Duitse wetenschappers niet meer in staat om enige experimentele informatie te verzamelen. In deze laatste fase werd een groot gebied in Duitsland afgezocht (Hechingen - Haigerloch) om alle informatie, nucleaire hardware en atoomgeleerden uit het gebied te halen. Afgesproken was dat het betreffende gebied door de Fransen zou worden bezet. De Amerikanen wilden voorkomen dat de belangrijkste Duitse atoomgeheimen en geleerden in Franse handen zouden vallen. Het oprollen van dit Duitse atoom-netwerk werd ook wel Operation Harborage genoemd.

### Gevangengenomen Duitse geleerden in Operation Epsilon

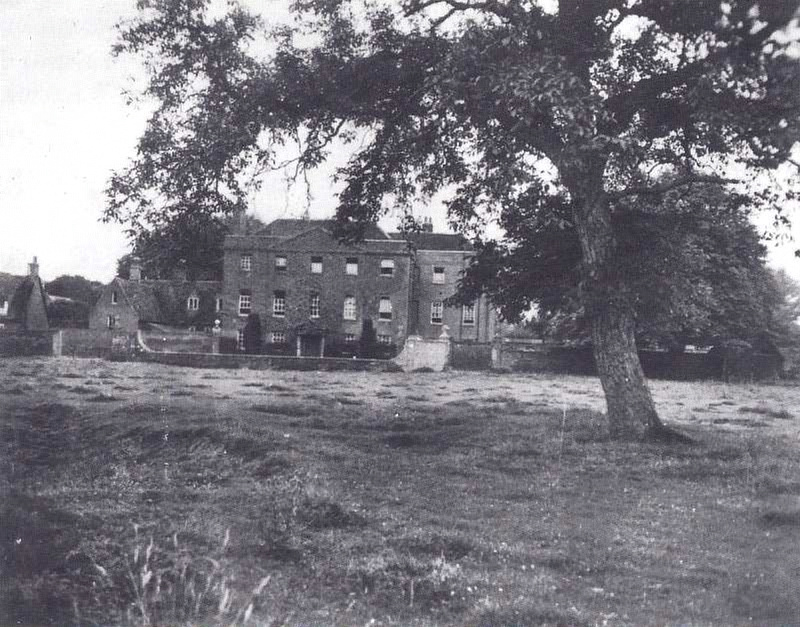
Farm Hall: hierheen werden de fysici ontvoerd om ondervraagd en afgeluisterd te worden

In het Engelse Farm Hall waren de volgende Duitse fysici vastgezet:
- Werner Heisenberg
- Max von Laue
- Otto Hahn
- Walther Gerlach
- Paul Harteck
- Kurt Diebner
- Carl Friedrich von Weizsäcker
- Karl Wirtz
- Erich Bagge
- Horst Korsching

## Wat deden de Duitsers?
Duitse kerngeleerden (die voor de nazi's werkten) zaten intussen ook niet stil. Ook zij waren op zoek naar informatie over kernwapentechnologie. Daarvoor werd een Duitse schijn-firma Cellastic opgericht, achter het bestaan waarvan de geallieerden later kwamen tijdens de tweede Alsos-missie. Informatie over Cellastic werd ook door de Nederlandse geleerde Wander de Haas verzameld (dit veroorzaakte later voor De Haas na de oorlog in Nederland voor problemen, aangezien hij ervan verdacht werd voor de Duitsers te hebben gewerkt. Na 1945 en tot aan zijn pensionering in 1948 kon hij nog wel zijn ambt uitoefenen).

## Andere eenheden

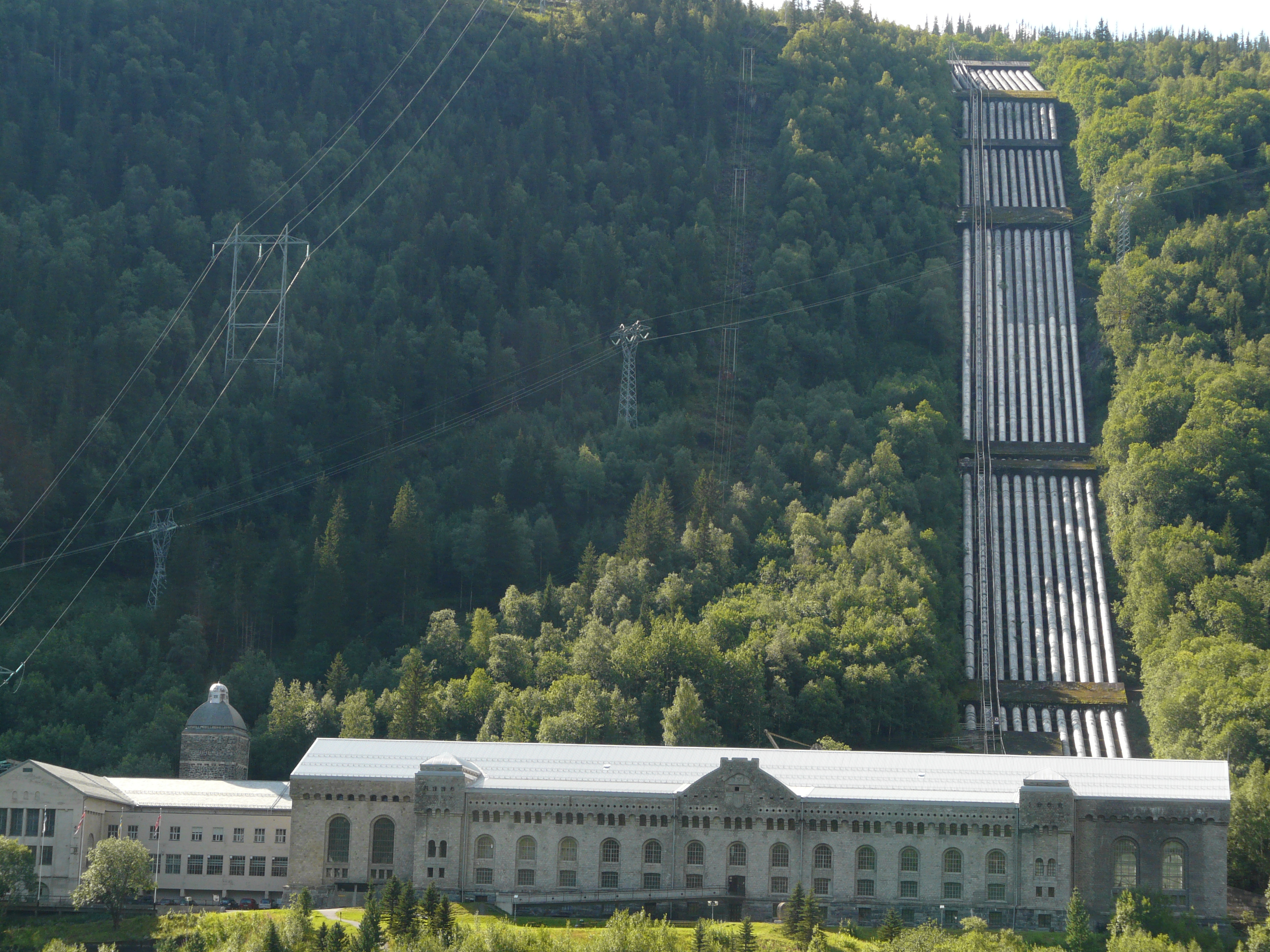
De waterkrachtcentrale van Vemork waar het zwaar water werd aangemaakt

Uit weer andere verhalen blijkt, dat geallieerde militairen in geheel Europa informatie kregen welke treinen precies het zwaar water vervoerden; de nummers van de treinen waren bekend. De Duitsers probeerden zo veel mogelijk de beschikbare productie-eenheden en de voorraad van zwaar water te verschepen van Noorwegen naar Duitsland, omdat de zwaar-waterfabriek in het Noorse Vemork geregeld werd aangevallen door de geallieerden. Zwaar water werd over het water en via de goederentrein verstuurd. Bij één gelegenheid stuitte de groep van Bomb Disposalers - geheel toevallig - op een zwaar bewaakte trein die voldeed aan de beschrijving van zwaar-watervervoer. Hierop werd in allerijl besloten om de trein aan te vallen en het transport te vernietigen. Volgens deze geallieerde militair brak de ene explosie na de andere uit en werd de locomotief doorzeefd met mitrailleurvuur. Deze militairen wisten niet waarvoor het zwaar water diende, maar wel dat het van het grootst mogelijke belang was deze transporten lam te leggen.

## Japanse atoombom
Uit documenten blijkt, dat niet alleen nazi-Duitsland ervan verdacht werd een atoomwapen te ontwikkelen. Amerikaanse codebrekers hadden al in juli 1943 gecodeerde berichten onderschept die gewag maakten van een Japans atoombom-programma. Op 16 april 1945 werd besloten een grote hoeveelheid uraniumoxide van 560 kg (deze hoeveelheid wordt door sommige bronnen betwist) via de Duitse U 234 van Noorwegen naar Japan te verschepen voor de bouw van een Japans atoomwapen. De U 234 was oorspronkelijk ontworpen om zeemijnen te leggen. Door een geallieerd bombardement in 1942 werd de U-boot tijdens de aanbouw beschadigd. In juli 1942 werd besloten er een onderzees transportschip met bestemming Japan van te maken. Op 25 maart 1945 vertrok de U 234 uit het Duitse Kiel op weg naar Kristiansand in Noorwegen. Om geallieerde dieptebommen te ontwijken, werd besloten om op 250 meter diepte te gaan varen.
Op de kisten met uraanoxide stond de tekst "U-235" geschreven. De bedoeling zou zijn geweest om het uranium van Noorwegen naar Osaka en het Riken Laboratorium in Tokio te sturen, maar zover kwam het niet. Op 4 mei 1945 kreeg de U 234 vanuit Berlijn het bevel om zich over te geven, nadat al enkele dagen eerder het laboratorium gebombardeerd was door de geallieerden. Daarop stuurde Kapitein Johann-Heinrich Fehler (na een verhit intern overleg) de U 234 richting V.S. en gaf zich daar over op 14 mei 1945 te Portsmouth, New Hampshire waar de U-boot door de torpedobootjager USS Sutton werd opgebracht. 
Het uranium, de bouwtekeningen, en een Messerschmitt Me 262 straaljager in kratten met V2-onderdelen, werden door de Amerikanen in beslag genomen. Aan boord bevonden zich een aantal Duitse deskundigen van topniveau (waaronder ook luitenant-generaal Ulrich Kessler die hoopte onderweg naar Argentinië te kunnen vluchten), een radarexpert, een luchtafweerexpert en twee Japanse officieren: de duikbootontwerper Hideo Tomonaga en de vliegtuigexpert Genzo Shoji. Tomonaga en Shoji wilden zich niet aan de Amerikanen overgeven en besloten al hun bezittingen, waaronder een samoeraizwaard weg te geven. Maar kapitein Fehler gooide dit zwaard korte tijd later overboord. Deze Japanse officieren vertrokken naar hun cabines en pleegden zelfmoord door het innemen van luminal.
Volgens Karl Ernst Pfaff, de eerste officier van U 234, die bij de opening van de containers in Washington D.C. aanwezig was, stond ook een Amerikaanse geleerde naar de opening van de containers te kijken. Het was Robert Oppenheimer die (volgens Pfaff) de kratten met het uranium in ontvangst nam. Volgens sommigen voor de ontwikkeling van een Amerikaans atoomwapen in het Manhattanproject. Er zijn ook bronnen die beweren dat het uranium dat voor de Japanse bom bestemd was, gebruikt werd in de twee Amerikaanse atoombommen die op 6 en 9 augustus 1945 op Hiroshima en Nagasaki Japan vielen. Zekerheid hierover bestaat vooralsnog niet, aangezien het uranium korte tijd na de aankomst in de VS spoorloos is verdwenen. Zeker is wel dat het uranium na aankomst in Washington D.C. als eerste verzonden is naar Oak Ridge. Zie foto. Mogelijk is het uranium gebruikt in testbommen na de Tweede Wereldoorlog in Nevada en Bikini (atol). Waar het uranium werkelijk is gebleven en in welke bommen het werd gebruikt, is tot op de dag van vandaag nog onduidelijk. Hoewel de bovenstaande informatie deels in 1945 is uitgelekt, is de exacte lading van U 234 overigens nooit officieel door de VS vrijgegeven.

## Nieuwe ontwikkelingen

### Affaire Peter Debye

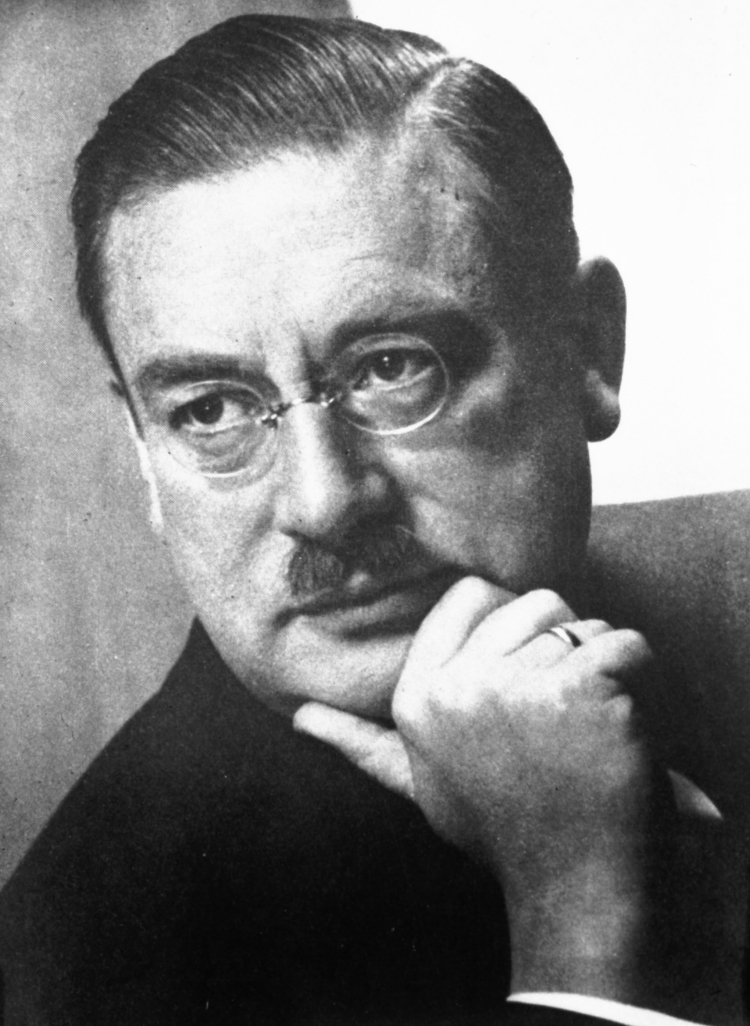
Peter Debye

In Dagblad De Limburger werd op 27 juli 2006 een artikel gepubliceerd waarin stond dat de Maastrichtse Nobelprijswinnaar Peter Debye de geallieerden getipt had over de Duitse atoombom. Debye had gemeld dat de Duitsers vorderingen maakten in de ontwikkeling van dit wapen. Debye werd door sommigen verweten met de Duitsers te hebben gecollaboreerd, toen hij in nazi-Duitsland als wetenschapper was aangesteld. Documenten over het tippen van de geallieerden zouden gevonden zijn in de Cornell Universiteit in de Verenigde Staten alwaar Debye lange tijd hoogleraar was. Volgens het artikel in De Limburger zou Debye de geschiedenis in belangrijke mate hebben beïnvloed ten gunste van de geallieerden.